# Прапор Миколаївської області
Пра́пор Микола́ївської о́бласті — офіційний геральдичний символ Миколаївської області, відображає її історію й традиції. Затверджений рішенням N5 обласної ради від 27 липня 2001 р. Автор — І. Булавицький.

## Опис
Прямокутне полотнище зі співвідношенням сторін 2:3, що складається з трьох горизонтальних смуг: білої, жовтої та синьої. Співвідношення ширин зазначених смуг 2:1:1. Нижня смуга хвиляста. У центрі — зображення золотої архієрейської митри на схрещених золотих посохах. Зворотна сторона прапора має дзеркальне відображення.